# Honda Civic 11. Generation
Die elfte Generation des Honda Civic wurde zunächst als Limousine für den nordamerikanischen Markt im Frühjahr 2021 vorgestellt. Ein fünftüriges Schrägheck wurde kurz darauf präsentiert. Eine Version für Europa folgte 2022, genauso wie eine Type-R-Version. Eine Modellpflege wurde im Mai 2024 gezeigt. Das SUV ZR-V basiert auf dem Civic.

## Geschichte

### Limousine
Im November 2020 präsentierte Honda einen Prototyp, der einen ersten Ausblick auf eine neue Generation des Civic zeigte. Die Serienversion wurde schließlich im April 2021 als viertürige Stufenheck-Limousine präsentiert und kam zunächst im Juni 2021 in Nordamerika in den Handel. Kurz darauf folgten einige Märkte in Südostasien. In China wird parallel zum bei Dongfeng-Honda gebauten Civic noch der bei GAC-Honda produzierte Integra angeboten.
Als sportlicher gestalteten Si wurde die Limousine im Oktober 2021 für den nordamerikanischen Markt präsentiert.

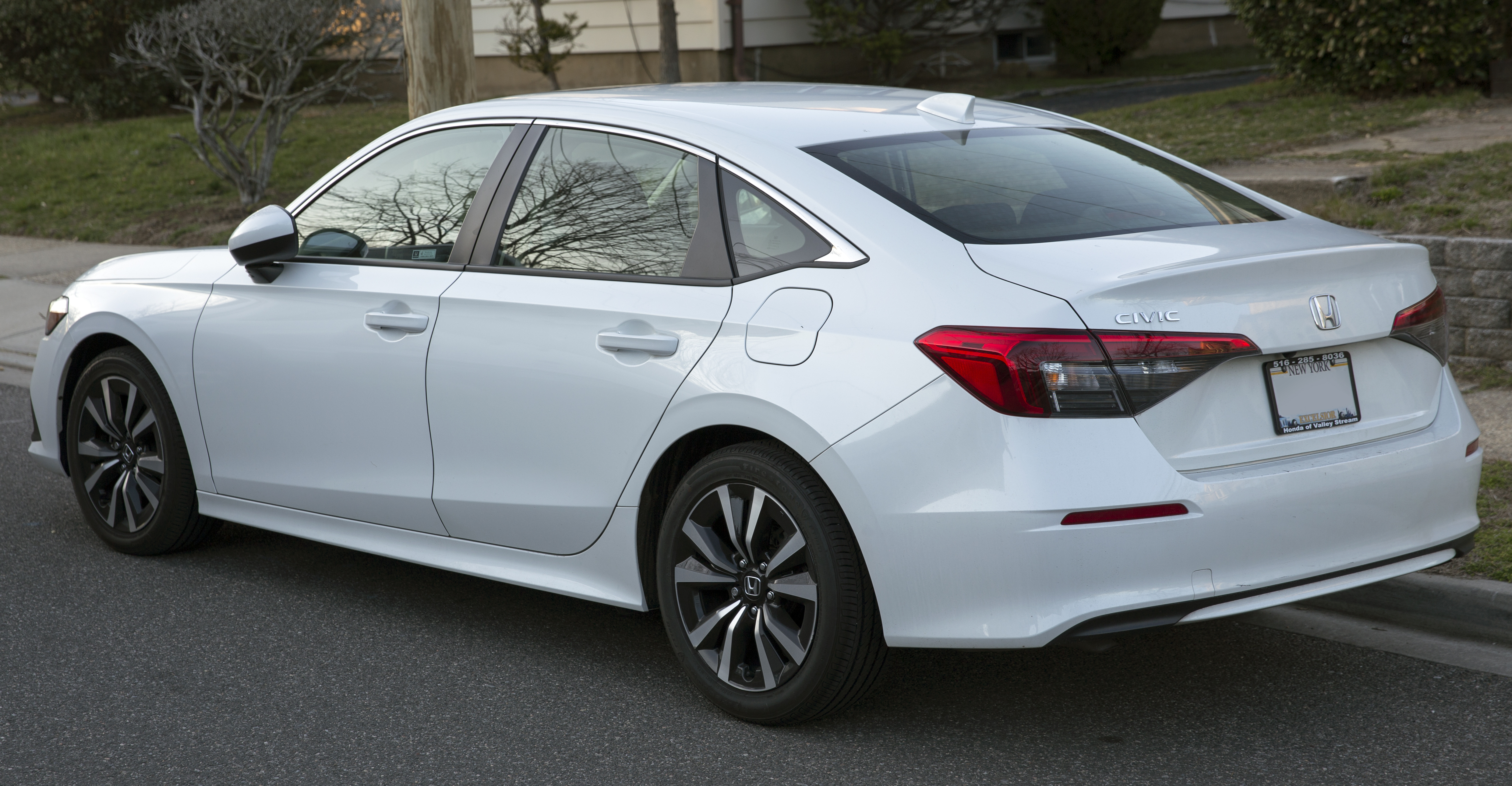
Heckansicht
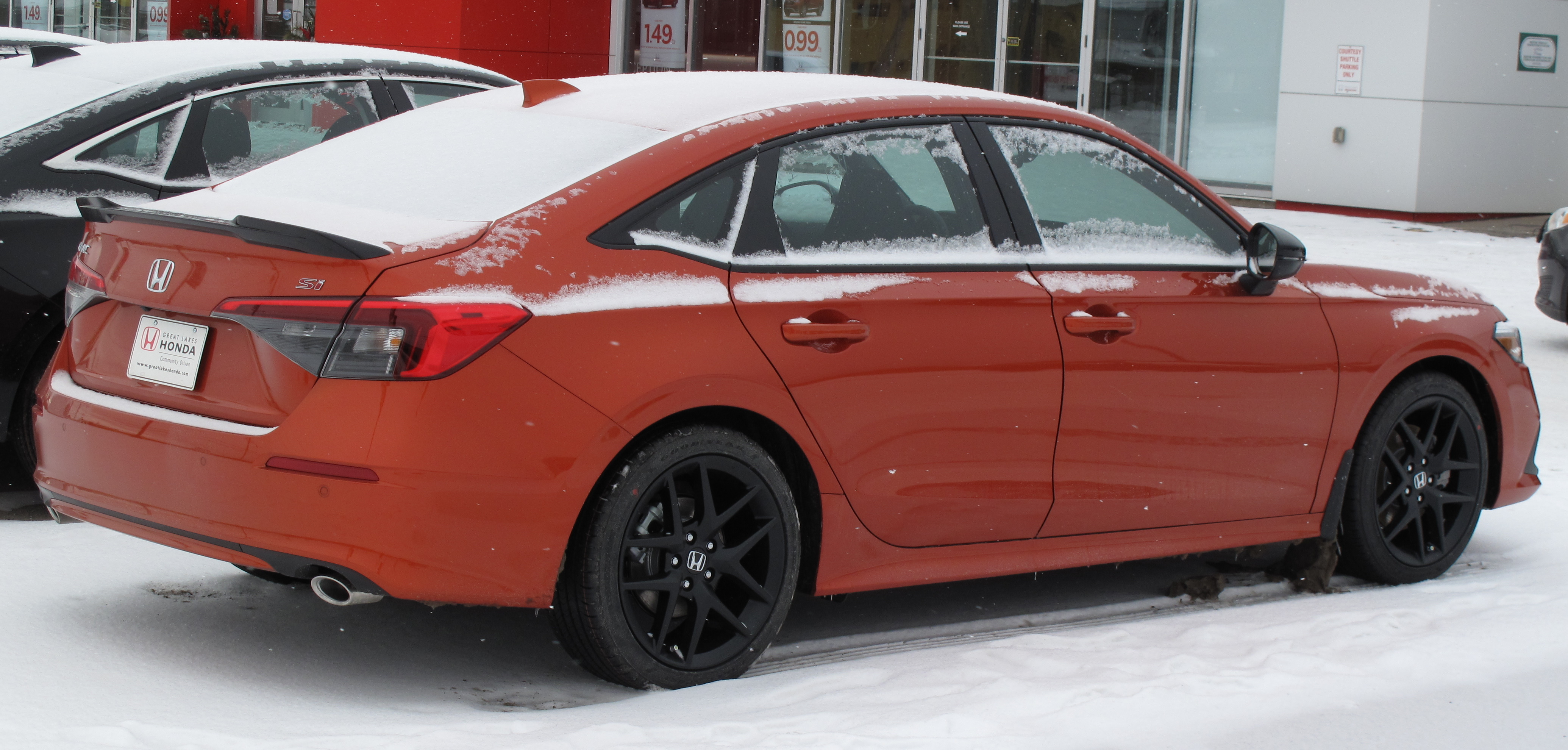
Honda Civic Si (2021–2024)
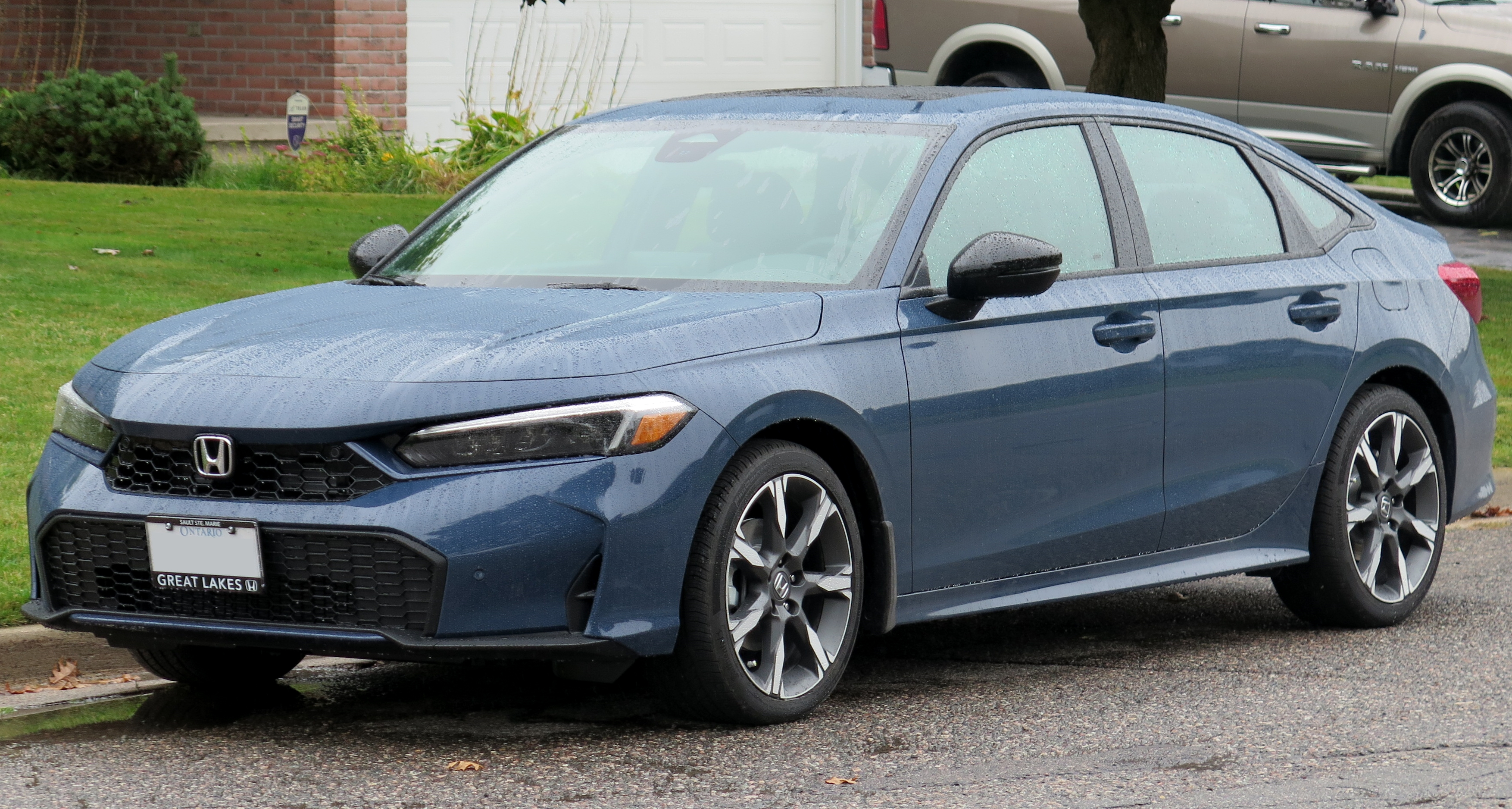
Honda Civic Limousine (seit 2024)
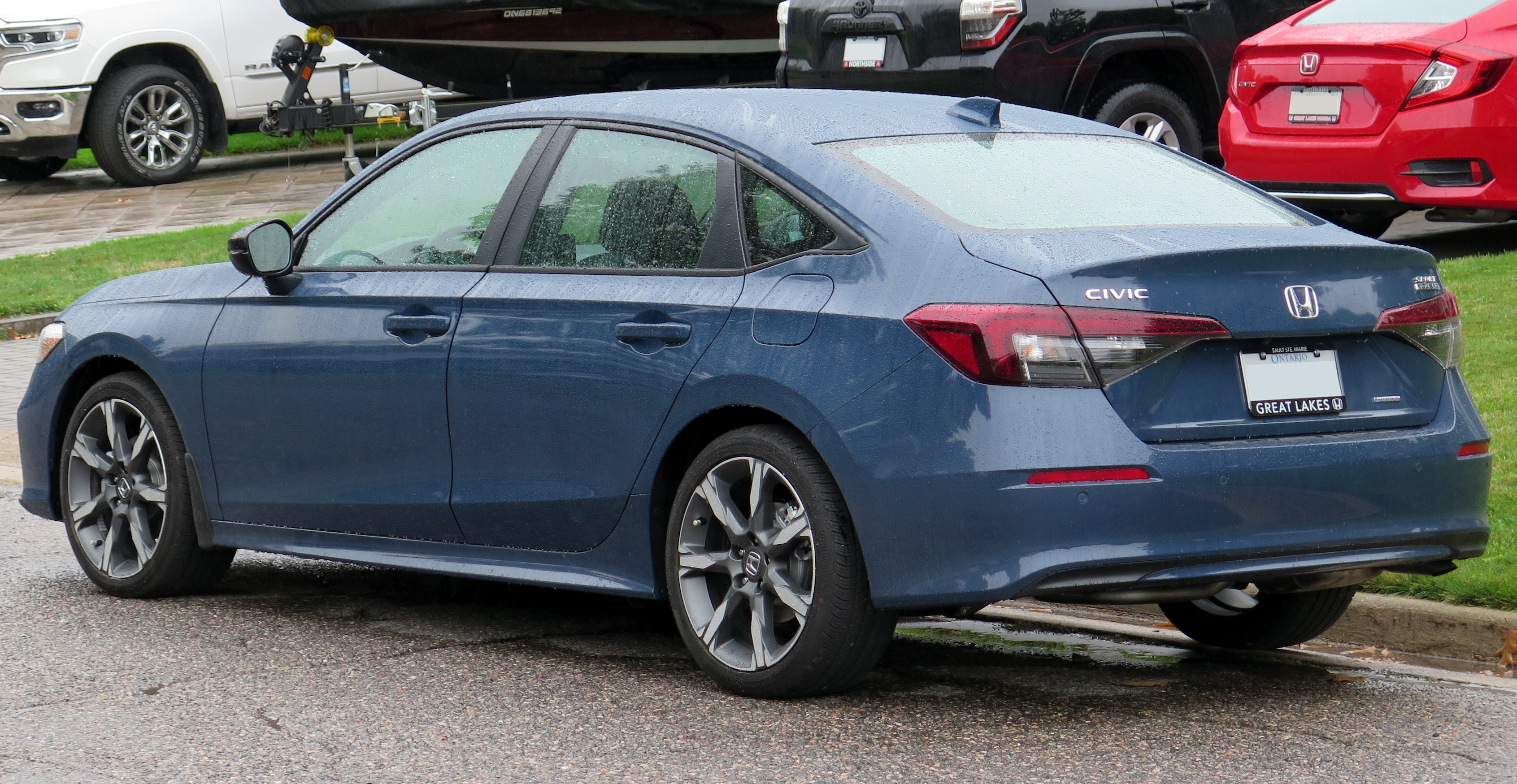
Heckansicht
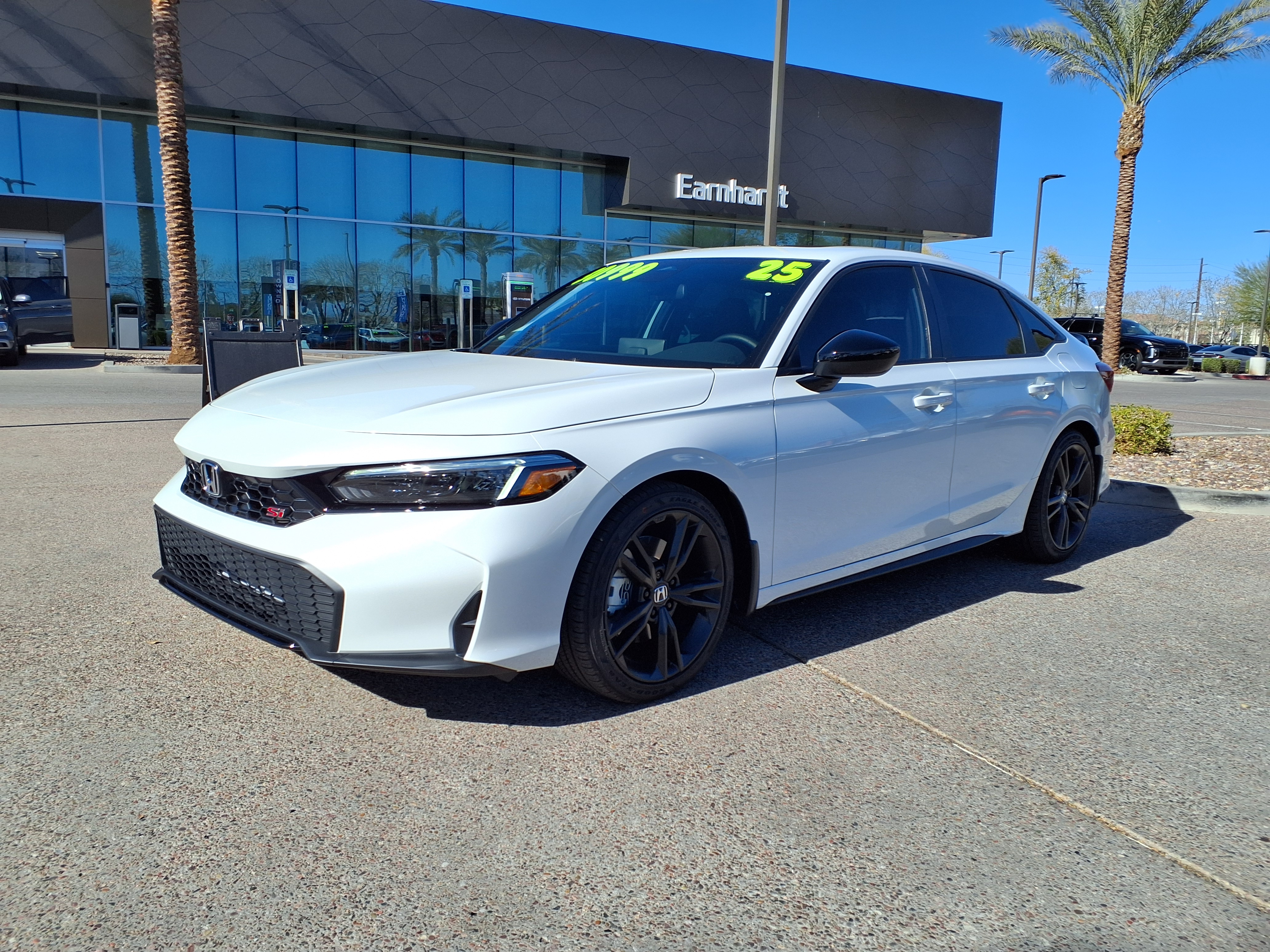
Honda Civic Si (seit 2024)
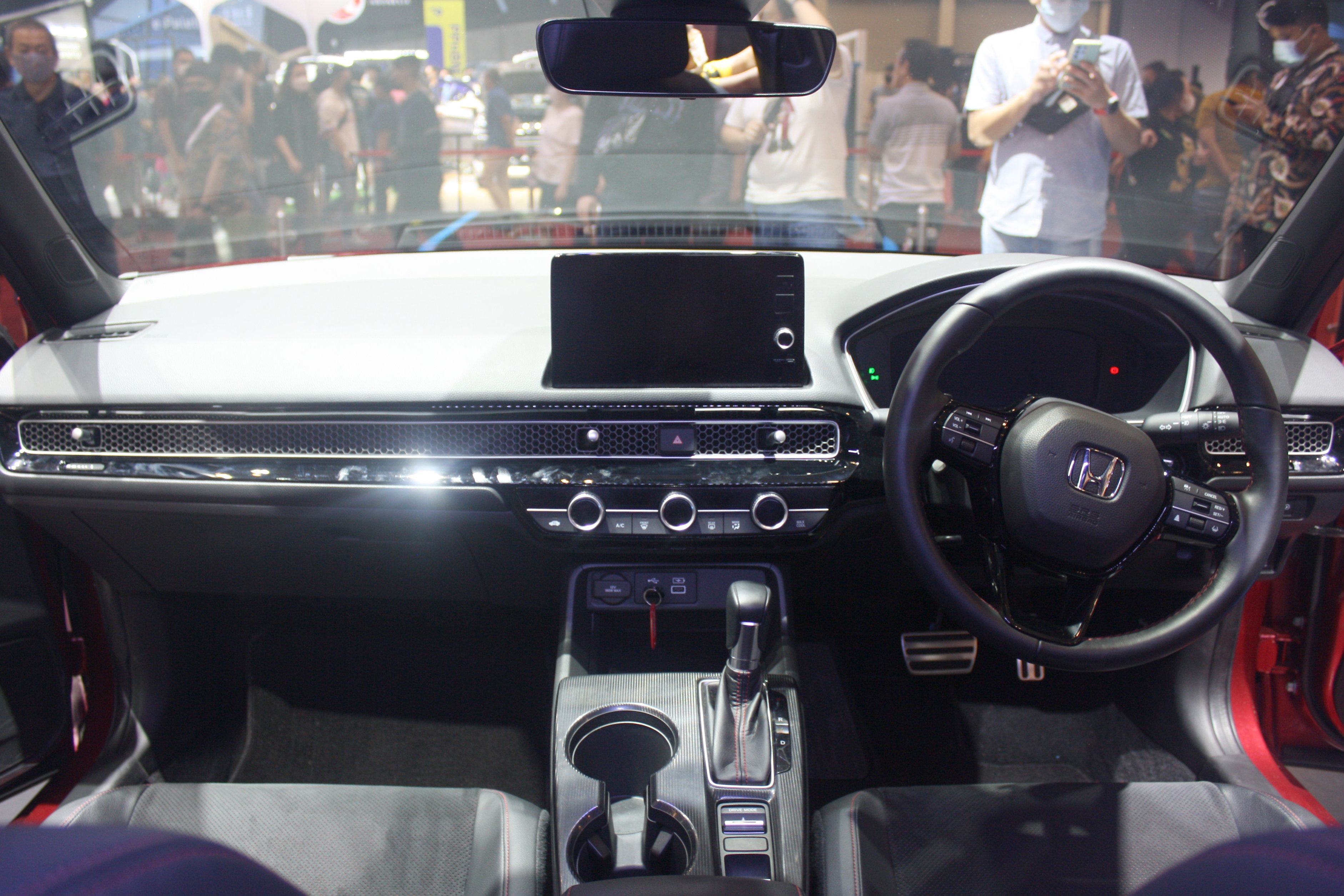
Innenansicht

### Schrägheck
Als fünftüriges Schrägheck wurde der Civic im Juni 2021 vorgestellt. Er kam zunächst im August 2021 in Japan auf den Markt. Der nordamerikanische Markt folgte kurz darauf. In Europa und in China erfolgte die Markteinführung erst Ende 2022.
Auf Basis des Schräghecks präsentierte der japanische Hersteller Mitsuoka Jidōsha im November 2023 das Konzeptfahrzeug M55. Optisch soll es an das Muscle-Car Dodge Challenger erinnern. Eine Serienproduktion von maximal 350 Exemplaren wurde im Februar 2024 für 2025 bestätigt.

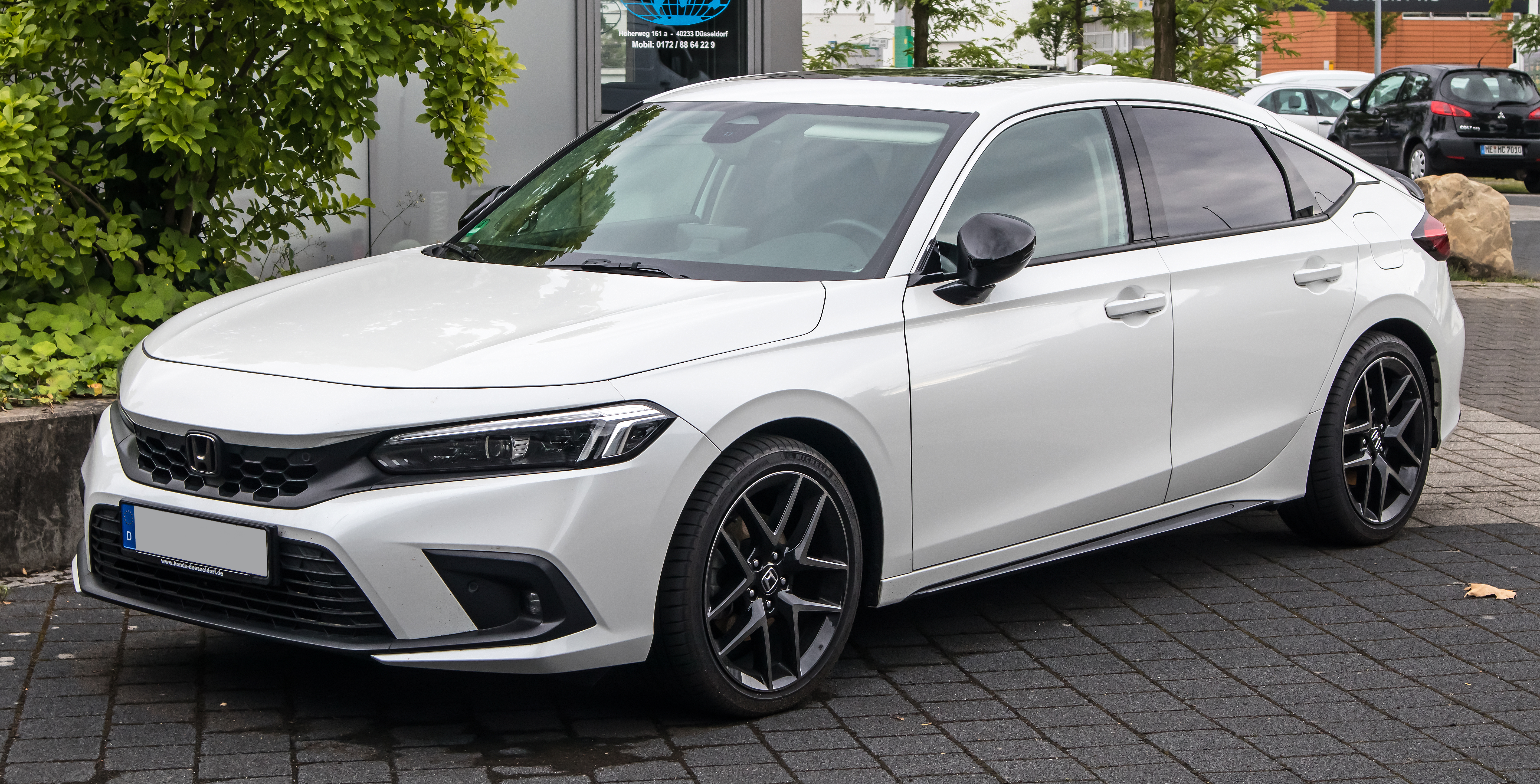
Honda Civic Schrägheck (2021–2024)
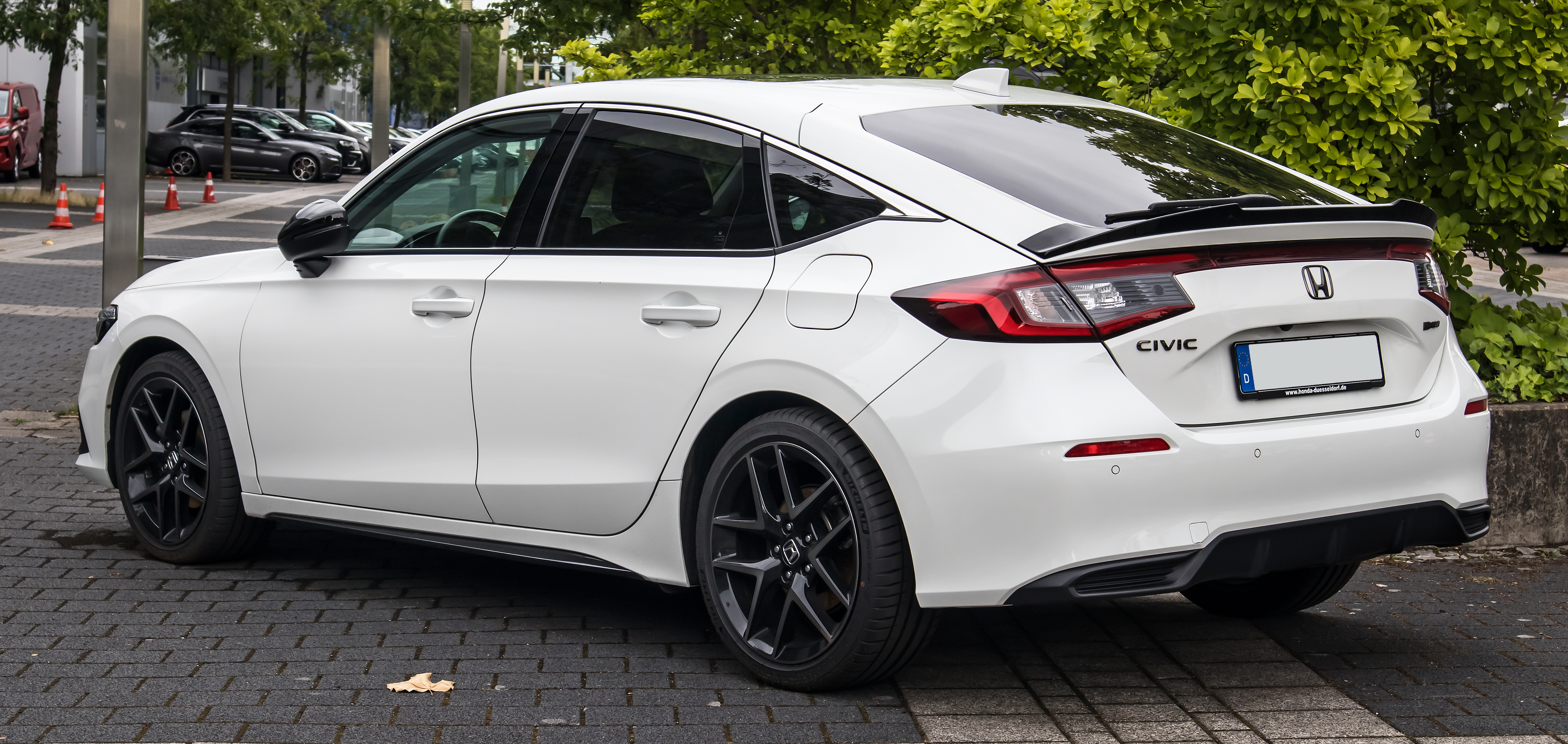
Heckansicht
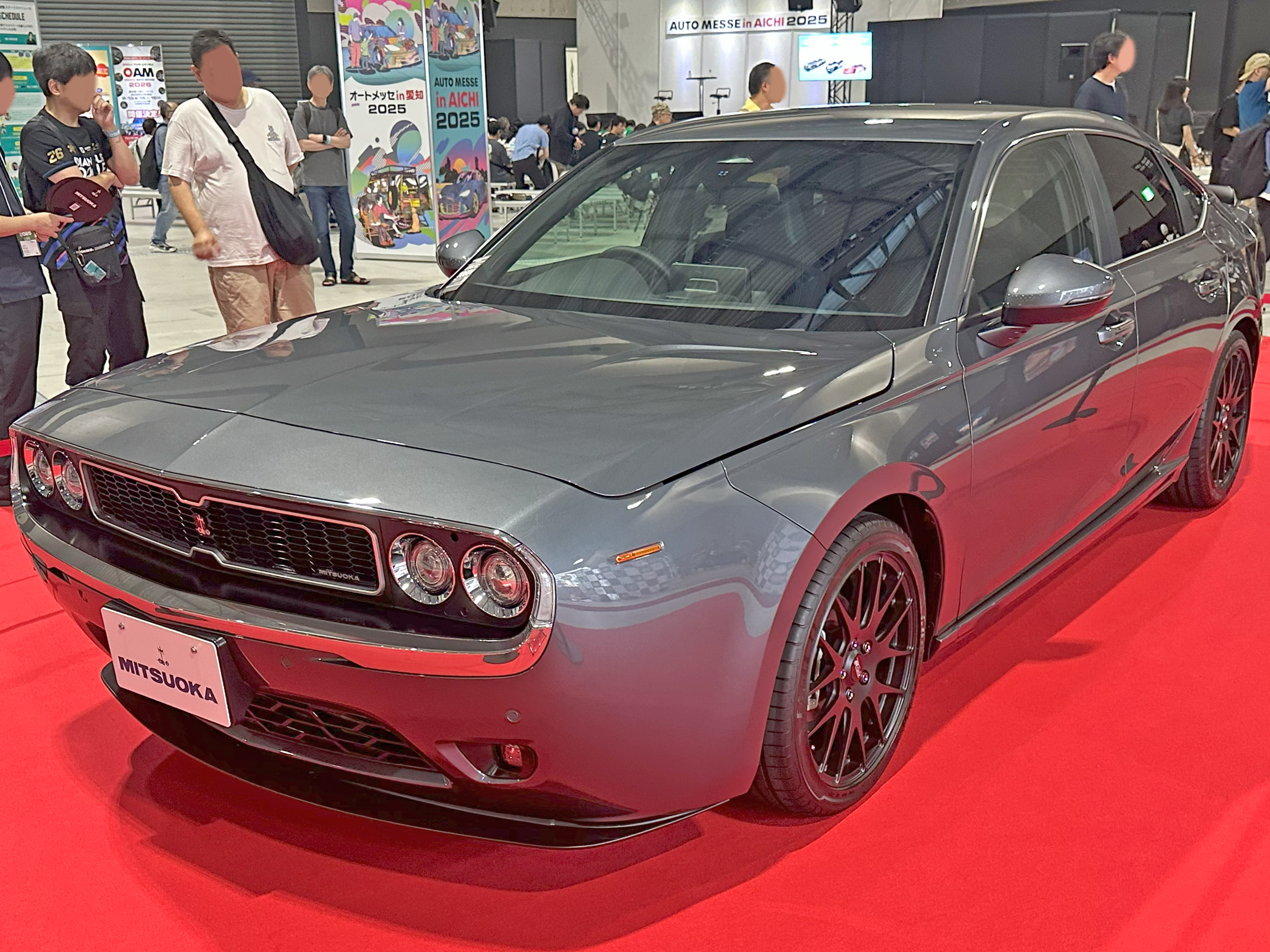
Mitsuoka M55 (seit 2025)
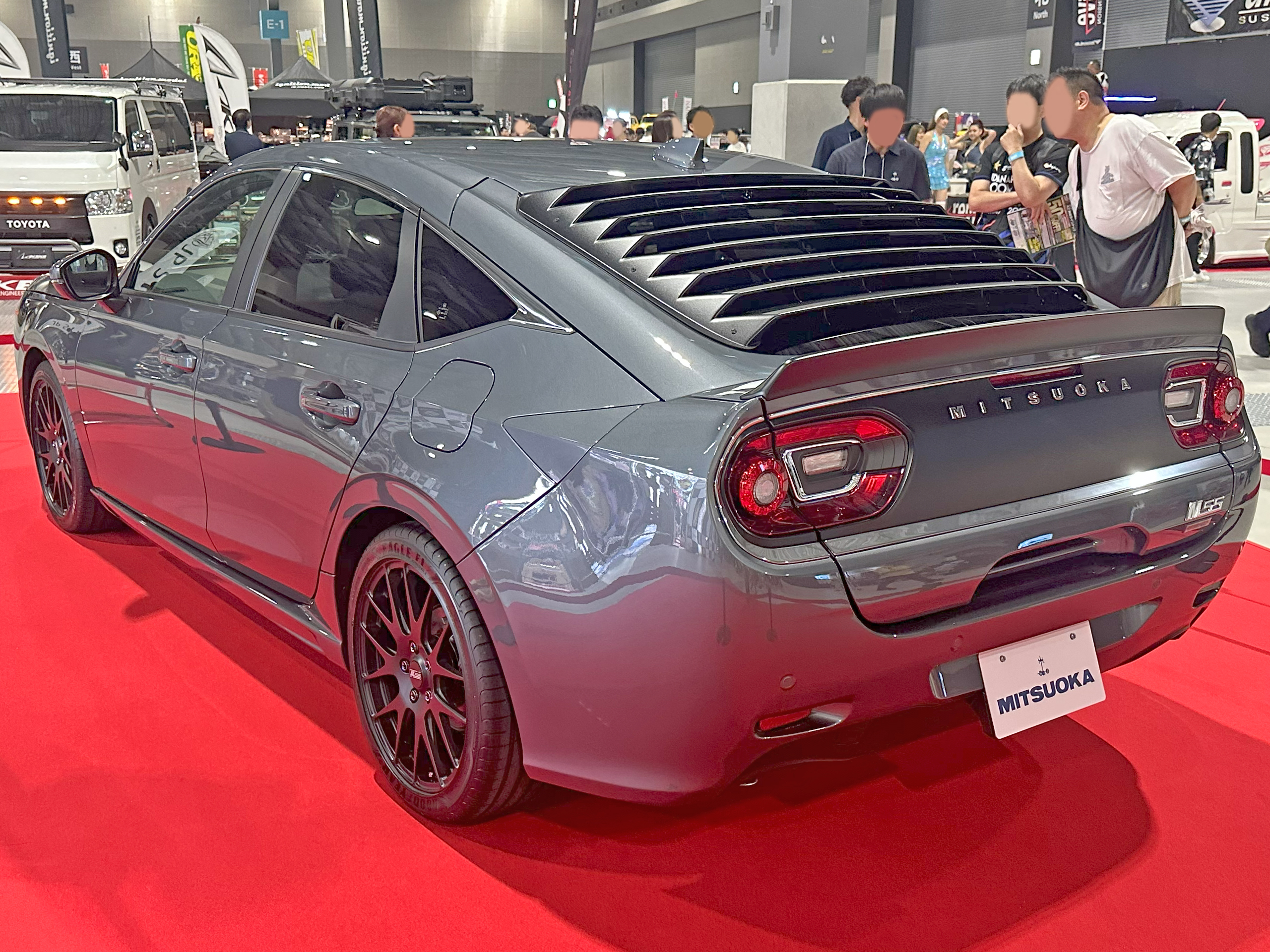
Heckansicht

## Produktion
Da Honda sein Werk im englischen Swindon 2021 schloss, wird der Civic für den europäischen Markt künftig im japanischen Saitama produziert. Für den nordamerikanischen Markt erfolgt die Fertigung im kanadischen Alliston sowie im US-amerikanischen Greensburg (Indiana). In Thailand erfolgt die Produktion für den südostasiatischen sowie den südamerikanischen Markt. Außerdem wird der Civic in China für den lokalen Markt gebaut.

## Sicherheit
Im Herbst 2022 wurde der Civic vom Euro NCAP auf die Fahrzeugsicherheit getestet. Er erhielt fünf von fünf möglichen Sternen.

## Technische Daten
Angetrieben wird der Civic auf dem nordamerikanischen Markt von einem 1,5-Liter oder einem 2,0-Liter-Ottomotor. Die Leistung wird mit 134 kW (182 PS) bzw. 118 kW (160 PS) angegeben. Mit der Modellpflege entfiel der 2,0-Liter-Motor; der 1,5-Liter-Motor leistet fortan 112 kW (152 PS). Beide Varianten haben Vorderradantrieb und ein stufenloses Getriebe. In China gibt es außerdem ein 1,5-Liter-Ottomotor mit 95 kW (129 PS).
Der Si hat ebenfalls einen 1,5-Liter-Ottomotor, der hier 149 kW (203 PS) leistet. Er ist nur mit einem 6-Gang-Schaltgetriebe erhältlich.
Auf dem europäischen Markt wird der Civic mit dem 135 kW (184 PS) starken seriellen Hybridantrieb aus dem CR-V angeboten. Er folgte im Juni 2024 auch in Nordamerika.
Anfang 2023 folgte das sportliche Topmodell Type R. Mit dessen Einführung feiert Honda ein Doppeljubiläum: 50 Jahre Civic und 25 Jahre Civic Type R. Ausgestattet wird es mit 19 Zoll großen Rädern, hinter denen eine Brembo-Bremsanlage arbeitet. Hinzu kommen Anpassungen an der Frontschürze mit größeren Lufteinlässen und rautenförmigem Kühlergitter, Bremsluftkanäle, eine Entlüftungsöffnung in der Motorhaube und Luftauslässen hinter den Vorderrädern. Am Heck wird eine dreiflutige Zentralauspuffanlage mit einem großen Diffusor in der Heckschürze und einem großen aufgesetzten Heckspoiler kombiniert. Der Turbolader des bekannten Zweiliter-Vierzylinder-Turbobenziners soll weiterentwickelt worden sein. Fortan wird die maximale Leistung mit 242 kW (329 PS) angegeben. Die Höchstgeschwindigkeit liegt bei 275 km/h, aus dem Stand soll der Type R in 5,4 Sekunden auf 100 km/h beschleunigen. Mit einem Paket von Mugen, das den Abtrieb des Fahrzeugs erhöht, gibt es den Type R seit Mai 2024; eine Version mit ähnlichen Eigenschaften ist die J.A.S. Edition, die im März 2025 vorgestellt wurde. Anlässlich des 50-jährigen Verkaufsjubiläums wurde für die Schweiz im September 2024 das auf 50 Exemplare limitierte Sondermodell 50th Anniversary Edition vorgestellt. Im Jahr 2026 soll der Verkauf des Type R in Europa eingestellt werden. Aus diesem Grund wurde im Juni 2025 die auf 40 Exemplare limitierte Ultimate Edition vorgestellt. In Italien gibt es außerdem noch den auf 99 Exemplare limitierten Best Lap.

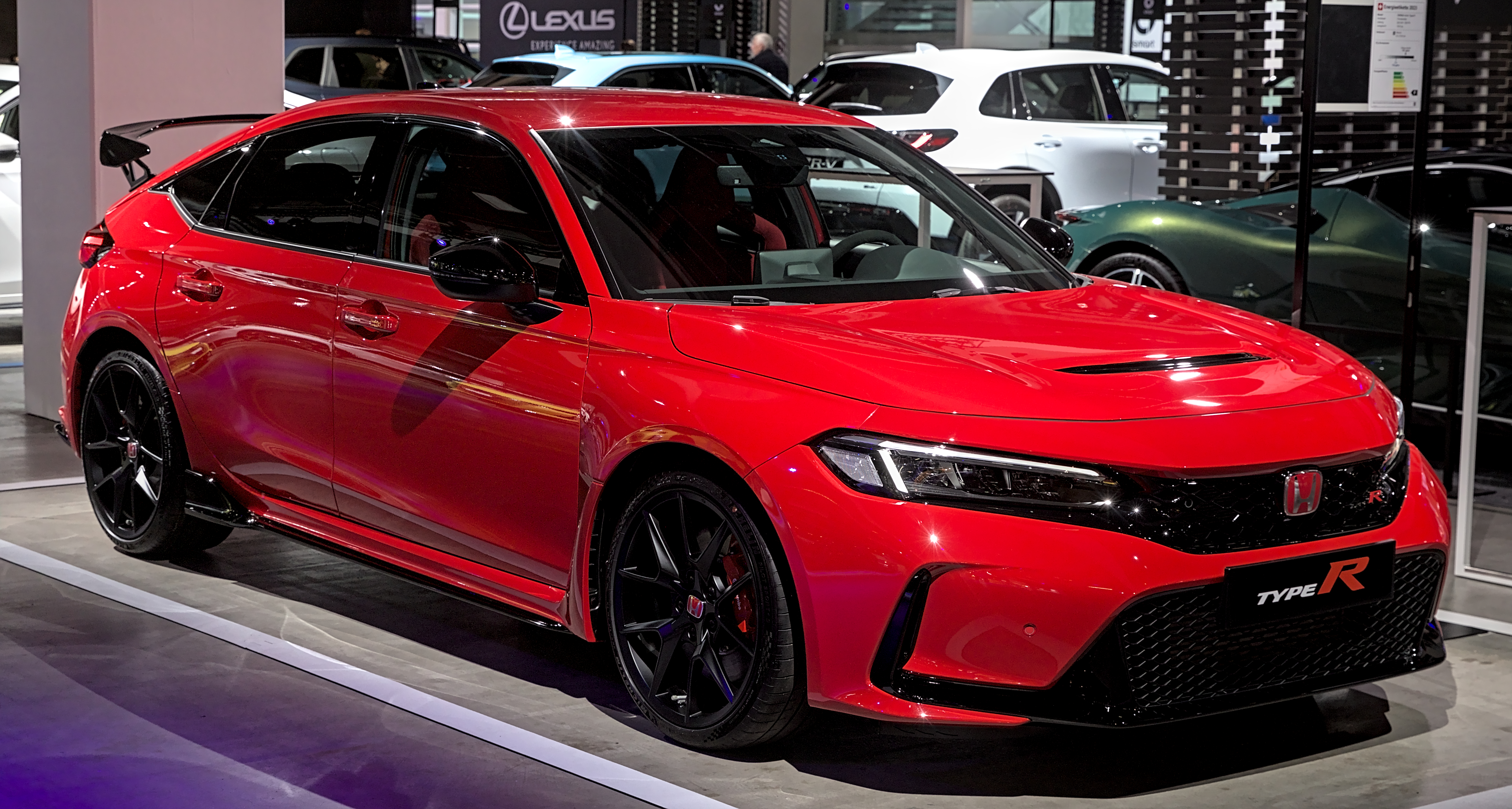
Honda Civic Type R (seit 2023)
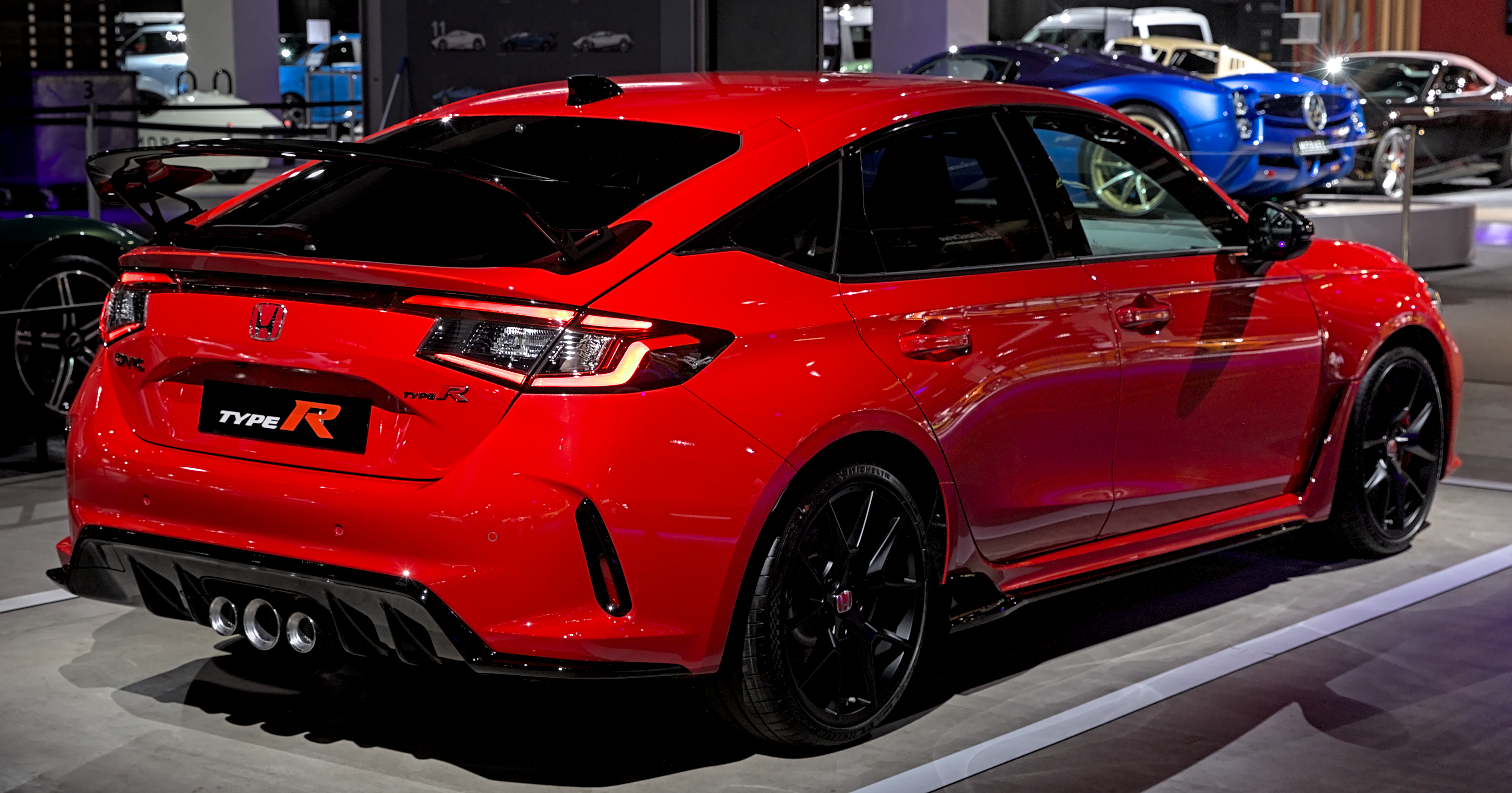
Heckansicht
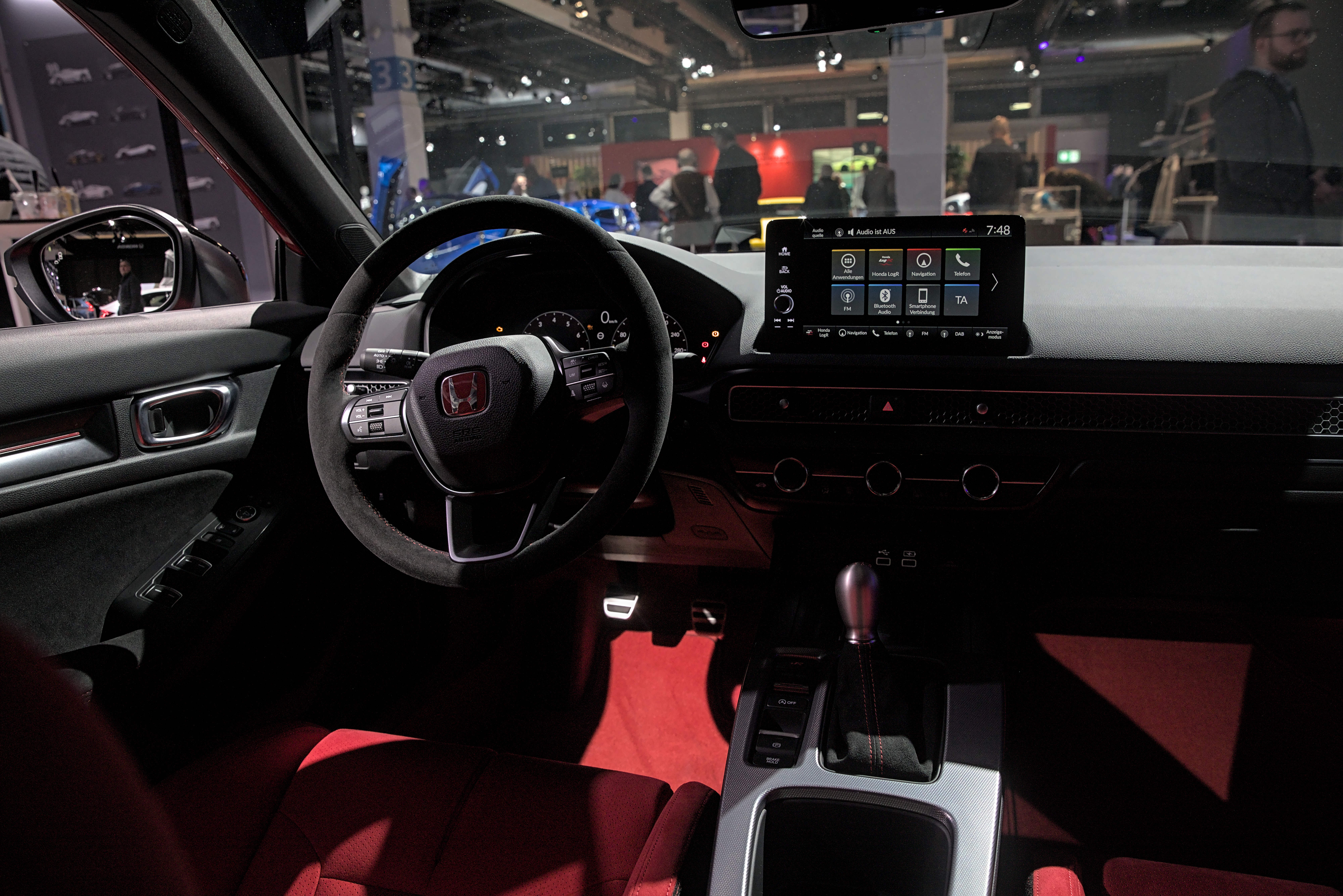
Innenansicht
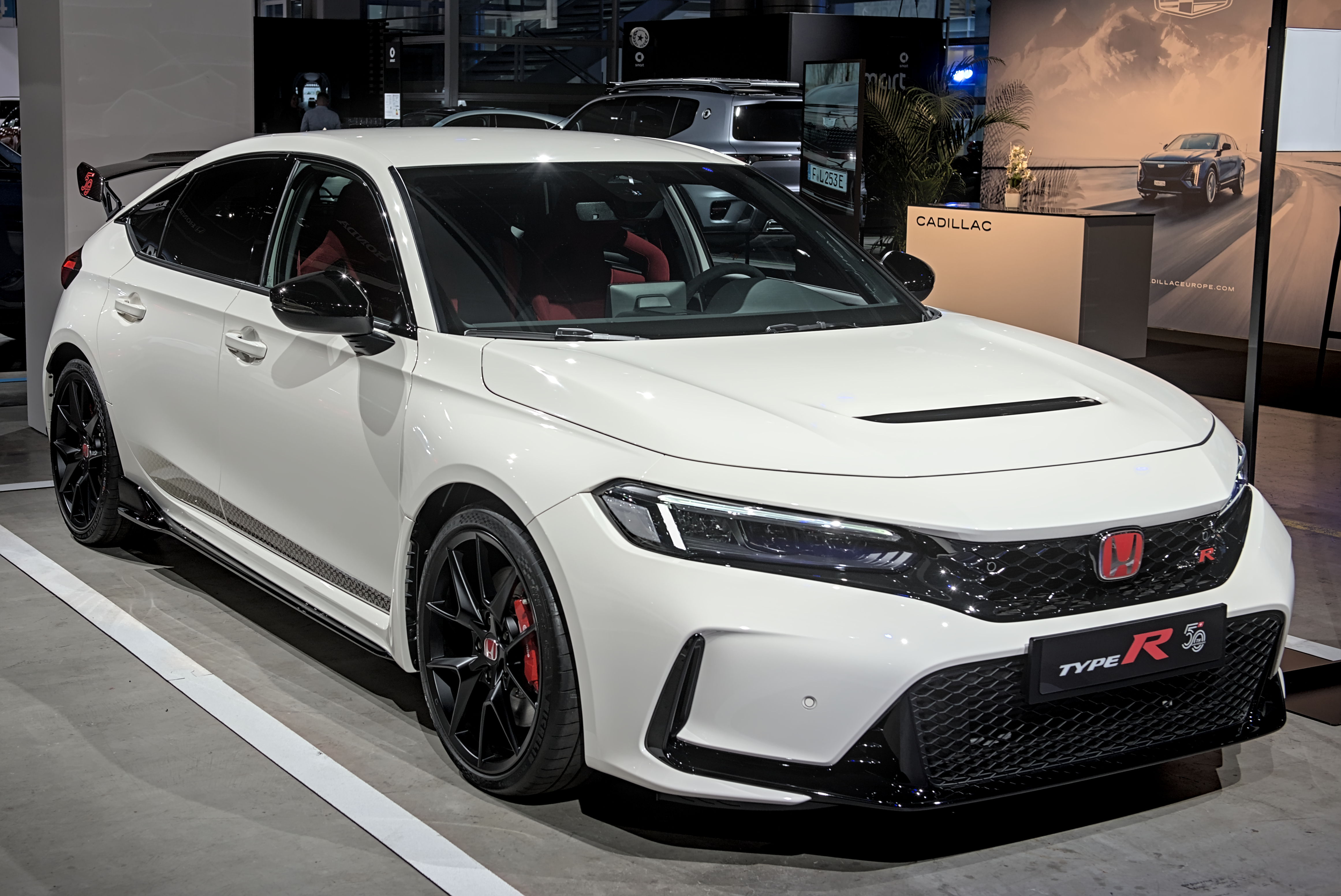
Honda Civic Type R 50th Anniversary Edition (2024)
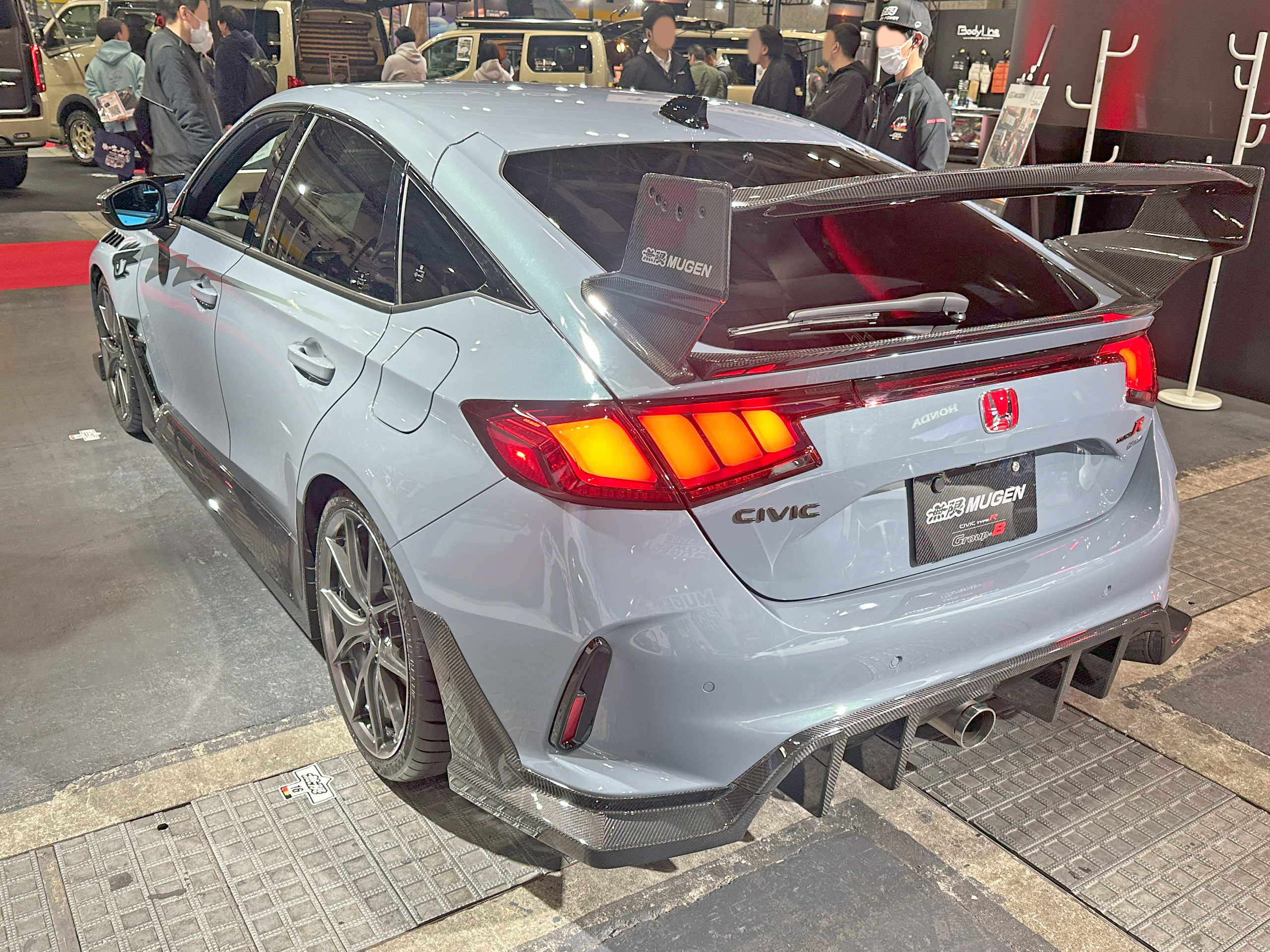
Honda Civic Type R Mugen (seit 2024)

| Kenngrößen                                  | 180 Turbo (China)                | 2.0 (USA)                    | 2.0 (USA)                    | 2.0 (USA)                    | 2.0 (USA)                    | 1.5 Turbo (USA)              | 1.5 Turbo (USA)              | 240 Turbo (China)            | 240 Turbo (China)            | 1.5 Si (USA)                 | Type R                          | e:HEV (China)                | e:HEV (China)                | e:HEV (Europa)                  | Hybrid (USA)                 | Hybrid (USA)                 |
| Karosserieform                              | Limousine                        | Limousine                    | Schrägheck                   | Limousine                    | Schrägheck                   | Limousine                    | Schrägheck                   | Limousine                    | Schrägheck                   | Limousine                    | Schrägheck                      | Limousine                    | Schrägheck                   | Schrägheck                      | Limousine                    | Schrägheck                   |
| Bauzeitraum                                 | seit 09/2021                     | seit 06/2024                 | seit 09/2024                 | 06/2021–06/2024              | 09/2021–09/2024              | 06/2021–06/2024              | 09/2021–09/2024              | seit 09/2021                 | seit 12/2022                 | seit 11/2021                 | seit 02/2023                    | seit 08/2022                 | seit 12/2022                 | seit 10/2022                    | seit 06/2024                 | seit 09/2024                 |
| Motorkenndaten                              |                                  |                              |                              |                              |                              |                              |                              |                              |                              |                              |                                 |                              |                              |                                 |                              |                              |
| Motortyp                                    | R4-Ottomotor                     | R4-Ottomotor                 | R4-Ottomotor                 | R4-Ottomotor                 | R4-Ottomotor                 | R4-Ottomotor                 | R4-Ottomotor                 | R4-Ottomotor                 | R4-Ottomotor                 | R4-Ottomotor                 | R4-Ottomotor                    | R4-Ottomotor + Elektromotor  | R4-Ottomotor + Elektromotor  | R4-Ottomotor + Elektromotor     | R4-Ottomotor + Elektromotor  | R4-Ottomotor + Elektromotor  |
| Gemischaufbereitung                         | Direkteinspritzung               | Saugrohreinspritzung         | Saugrohreinspritzung         | Saugrohreinspritzung         | Saugrohreinspritzung         | Direkteinspritzung           | Direkteinspritzung           | Direkteinspritzung           | Direkteinspritzung           | Direkteinspritzung           | Direkteinspritzung              | Direkteinspritzung           | Direkteinspritzung           | Direkteinspritzung              | Direkteinspritzung           | Direkteinspritzung           |
| Motoraufladung                              | Turbolader                       | —                            | —                            | —                            | —                            | Turbolader                   | Turbolader                   | Turbolader                   | Turbolader                   | Turbolader                   | Turbolader                      | —                            | —                            | —                               | —                            | —                            |
| Hubraum                                     | 1498 cm³                         | 1993 cm³                     | 1993 cm³                     | 1996 cm³                     | 1996 cm³                     | 1498 cm³                     | 1498 cm³                     | 1498 cm³                     | 1498 cm³                     | 1498 cm³                     | 1996 cm³                        | 1993 cm³                     | 1993 cm³                     | 1993 cm³                        | 1993 cm³                     | 1993 cm³                     |
| max. Leistung Verbrennungsmotor             | 95 kW (129 PS) bei 5500–6000/min | 112 kW (152 PS) bei 6400/min | 112 kW (152 PS) bei 6400/min | 118 kW (160 PS) bei 6500/min | 118 kW (160 PS) bei 6500/min | 134 kW (182 PS) bei 6000/min | 134 kW (182 PS) bei 6000/min | 134 kW (182 PS) bei 6000/min | 134 kW (182 PS) bei 6000/min | 149 kW (203 PS) bei 6000/min | 242 kW (329 PS) bei 6500/min    | 105 kW (143 PS) bei 6000/min | 105 kW (143 PS) bei 6000/min | 105 kW (143 PS) bei 6000/min    | 105 kW (143 PS) bei 6000/min | 105 kW (143 PS) bei 6000/min |
| max. Leistung Elektromotor                  | —                                | —                            | —                            | —                            | —                            | —                            | —                            | —                            | —                            | —                            | —                               | 135 kW (184 PS) bei 6000/min | 135 kW (184 PS) bei 6000/min | 135 kW (184 PS) bei 6000/min    | 149 kW (203 PS)              | 149 kW (203 PS)              |
| max. Drehmoment Verbrennungsmotor           | 180 Nm bei 1700–4500/min         | 180 Nm bei 4000–5000/min     | 180 Nm bei 4000–5000/min     | 187 Nm bei 4200/min          | 187 Nm bei 4200/min          | 240 Nm bei 1700–4500/min     | 240 Nm bei 1700–4500/min     | 240 Nm bei 1700–4500/min     | 240 Nm bei 1700–4500/min     | 260 Nm bei 1800–5000/min     | 420 Nm bei 2600–4000/min        | 182 Nm bei 4500/min          | 182 Nm bei 4500/min          | 186 Nm bei 4500/min             | 182 Nm bei 4500/min          | 182 Nm bei 4500/min          |
| max. Drehmoment Elektromotor                | —                                | —                            | —                            | —                            | —                            | —                            | —                            | —                            | —                            | —                            | —                               | 315 Nm                       | 315 Nm                       | 315 Nm                          | 315 Nm                       | 315 Nm                       |
| Kraftübertragung                            |                                  |                              |                              |                              |                              |                              |                              |                              |                              |                              |                                 |                              |                              |                                 |                              |                              |
| Antrieb, serienmäßig                        | Vorderradantrieb                 | Vorderradantrieb             | Vorderradantrieb             | Vorderradantrieb             | Vorderradantrieb             | Vorderradantrieb             | Vorderradantrieb             | Vorderradantrieb             | Vorderradantrieb             | Vorderradantrieb             | Vorderradantrieb                | Vorderradantrieb             | Vorderradantrieb             | Vorderradantrieb                | Vorderradantrieb             | Vorderradantrieb             |
| Getriebe, serienmäßig                       | Stufenloses Getriebe             | Stufenloses Getriebe         | Stufenloses Getriebe         | Stufenloses Getriebe         | 6-Gang-Schaltgetriebe        | Stufenloses Getriebe         | 6-Gang-Schaltgetriebe        | Stufenloses Getriebe         | 6-Gang-Schaltgetriebe        | 6-Gang-Schaltgetriebe        | 6-Gang-Schaltgetriebe           | e-CVT (i-MMD)                | e-CVT (i-MMD)                | e-CVT (i-MMD)                   | e-CVT (i-MMD)                | e-CVT (i-MMD)                |
| Getriebe, optional                          | —                                | —                            | —                            | —                            | Stufenloses Getriebe         | —                            | Stufenloses Getriebe         | —                            | Stufenloses Getriebe         | —                            | —                               | —                            | —                            | —                               | —                            | —                            |
| Messwerte                                   |                                  |                              |                              |                              |                              |                              |                              |                              |                              |                              |                                 |                              |                              |                                 |                              |                              |
| Höchstgeschwindigkeit                       | 200 km/h                         | k. A.                        | k. A.                        | k. A.                        | k. A.                        | k. A.                        | k. A.                        | 200 km/h                     | 200–208 km/h                 | k. A.                        | 275 km/h                        | 180 km/h                     | 180 km/h                     | 180 km/h                        | k. A.                        | k. A.                        |
| Beschleunigung, 0–100 km/h                  | k. A.                            | k. A.                        | k. A.                        | k. A.                        | k. A.                        | k. A.                        | k. A.                        | 8,3–8,5 s                    | k. A.                        | k. A.                        | 5,4 s                           | k. A.                        | k. A.                        | 7,8 s                           | k. A.                        | k. A.                        |
| Kraftstoffverbrauch auf 100 km (kombiniert) | 5,5–5,7 l Super                  | 6,5–6,9 l Super              | 6,9 l Super                  | 6,7–7,1 l Super              | k. A.                        | 6,5–6,9 l Super              | k. A.                        | 5,8–5,9 l Super              | 5,9–6,1 l Super              | 7,6 l Super                  | 8,2 l Super                     | 4,4–4,5 l Super              | 4,6–4,7 l Super              | 4,0–4,2 l Super                 | 4,8 l Super                  | 4,9 l Super                  |
| CO2-Emission (kombiniert)                   | k. A.                            | k. A.                        | k. A.                        | k. A.                        | k. A.                        | k. A.                        | k. A.                        | k. A.                        | k. A.                        | k. A.                        | 186 g/km                        | k. A.                        | k. A.                        | 91–95 g/km                      | k. A.                        | k. A.                        |
| Abgasnorm                                   | China VI                         | k. A.                        | k. A.                        | k. A.                        | k. A.                        | k. A.                        | k. A.                        | China VI                     | China VI                     | k. A.                        | Euro 6d (seit 01/2025: Euro 6e) | China VI                     | China VI                     | Euro 6d (seit 01/2025: Euro 6e) | k. A.                        | k. A.                        |